# دي بيكيو (كولورادو)
دي بيكيو (بالإنجليزية: De Beque, Colorado)‏ هي بلدة تقع في مقاطعة ميسا، كولورادو بولاية كولورادو في الولايات المتحدة. تأسست عام 1880، تبلغ مساحتها 0.9 (كم²)، وترتفع عن سطح البحر 1509 م، بلغ عدد سكانها 504 نسمة في عام 2010 حسب إحصاء مكتب تعداد الولايات المتحدة .

## وصلات خارجية
- Town of DeBeque, Colorado
- The US50 - Cities and Towns in Colorado State
- Colorado Cities and Towns, Facts, Map, Flag, Colleges, Government, and More